# Víctor Pacheco
Víctor Danilo Pacheco Bustamante (Barranquilla, 24 settembre 1974) è un ex calciatore colombiano, di ruolo centrocampista.

## Carriera

### Club
Debutta nel 1992, a 18 anni, con l'Atlético Junior; con la squadra di Barranquilla gioca per sette anni, accumulando più di 100 presenze. Nel 1999 passa all'Independiente Medellín, dove gioca fino al 2000; le 15 marcature in 40 presenze nella sua prima stagione sono il suo miglior risultato in campionato. Nel 2000 passa all'Atlante di Cancún, dove però viene girato in prestito al Marte. Tornato la stagione successiva al club di partenza, fino al 2006 gioca con la compagine messicana. Nel 2006 torna a giocare per l'Atlético Junior, apparendo solo otto volte durante la stagione. Dal 2008 gioca con il Boyacá Chicó Fútbol Club.

### Nazionale
Con la nazionale di calcio della Colombia ha giocato 15 volte, venendo incluso nella lista dei convocati per la Copa América 1993 a 19 anni. Nel 1997 torna nel gruppo, con cui partecipa alla Copa América 1997.